# Association Sportive Tempête Mocaf
La Association Sportive Tempête Mocaf es un club de fútbol de la República Centroafricana con sede en Bangui. Juega en la Primera División de la Liga de Bangui, la división máxima del fútbol nacional.
El nombre Mocaf se refiere a una cervecería existente en la República Centroafricana desde 1953, por lo que no se sabe si el club posee ese nombre desde su fundación.

## Historia
El club fue fundado en 1940 y ya en 1958, antes de la independencia del país, que tuvo lugar el 13 de agosto de 1960, el club conquistó el campeonato. No se sabe si este campeonato era de nivel nacional o se restringía solo a la capital, Bangui. Consiguió su primer título de la Copa Nacional en 1974. Venció nuevamente a la liga en 1976, pero se desconoce cómo se desarrolló el campeonato. En 1982, volvió a ganar la Copa. En 1984, el club volvió a ganar la liga tras quedar en primer lugar con 31 puntos, por delante del Sportive Moura, pero no se sabe cuál fue el criterio de desempate. Volvió a ganar en 1990. En 1992 ganó la Copa tras una final contra el ASDR de Fatima. En 1993, el club ganó el campeonato de modo invicto, obteniendo 39 puntos en 22 partidos, de los cuales 17 fueron victorias y 5 empates. Ganó la liga en la temporada siguiente (1993/94), pero no se conocen bien las circunstancias. Lo mismo ocurre con los títulos siguientes del club, en 1996, 1997 y 1999.
En 2000, se sabe que el club participó en el Campeonato Nacional, pero no se conoce su posición final. El 20 de enero de 2002, el club conquistó la Copa SOGESCA tras vencer al Olympic de Bangui por 1 a 0. En la Liga de 2002, tras el boicot de los clubes participantes, el campeonato llegó a celebrarse, pero en octubre, el Tempête boicoteó el campeonato tras una supuesta sanción que recibió. En 2003, quedó líder del Grupo A del Campeonato Nacional con 37 puntos y, antes de que terminara la fase final, fue declarado campeón por número de puntos, después de que uno de los cuatro finalistas renunciara. En la Copa, se clasificó para la fase nacional junto al Stade Centrafricaine. Venció las cuartas de final con un resultado de 4 a 0 contra el Ouaka, las semifinales con un resultado general de 4 a 0 contra el SCAF y ganó la final por 8 a 0 contra el Ouham-Pendé de Bozoum.
En 2004, terminó la liga nacional en tercer lugar, con 32 puntos. En la Copa de la Liga de Bangui ganó 4 a 0 al ACVN, venció al Olympic de Bangui por 3 a 0 en las semifinales y, por último, se impuso en la final por 2 a 0 al Stade Centrafricaine. En la Copa solo se sabe que jugó contra el ASSET de Gobongo y que no llegó a alcanzar las semifinales. En 2005, se desconoce en qué posición terminó la liga, pero se sabe que el club participó en la Copa y llegó al segundo partido, pero no logró alcanzar las finales. En 2006, hay pocas informaciones sobre el rendimiento del club, pero se sabe que quedó en segundo puesto en la liga. En 2007, 2008 y 2009 no hay información sobre el club, ni por parte de la liga ni de la copa. En 2010, terminó la liga local de Bangui en tercer lugar, con 43 puntos en 22 partidos, obteniendo 13 victorias, 4 empates y 5 derrotas. En la Copa, fue eliminado en la primera ronda por el Olympique Réal. En 2011, a pesar de ser desconocida su posición final en la liga de Bangui (que, por el sistema de ligas del país, posee la misma significación que una liga nacional), ganó la Copa  tras pasar a las octavas de final contra el Espérance du 5ème Arrondissement, y a las cuartas de final, aunque se desconoce contra quién jugó, a las semifinales contra el Ouaka tras vencer por 4 a 1 y a la final tras vencer por 2 a 1 contra el Diplomate FC du 8ème Arrondissement.
En 2012, se sabe muy poco del rendimiento del club, ya sea en la copa o en la liga, pero en la temporada 2013/14 fue campeón de la Liga de Bangui tras 22 jornadas, con 48 puntos, la misma puntuación que el DFC8, por lo que se aplicaron los criterios de desempate. Participó en el Torneo Romain Sato para la Paz, donde alcanzó la final, pero perdió por 1 a 0 contra el DFC8. En 2015, terminó la Liga de Bangui en segundo lugar, con 19 victorias, 8 empates y 6 derrotas en 33 partidos. Se sabe que el club llegó a la final de la Copa de la Liga Nacional, pero no se conoce el resultado. En 2016, volvió a terminar la liga en segundo lugar, quedando a 5 puntos del campeón, el Olympique Réal. En la Copa, fue eliminado en semifinales por el Anges de Fatima tras perder por 2 a 1. En 2016/17, quedó en tercer lugar, por detrás del club que lo eliminó en la Copa en 2016, y cuyo campeón fue el mismo del año anterior. No se sabe el rendimiento que el club tuvo en las copas del país ese año. En 2017/18, quedó en la misma posición que en 2016/17, con 41 puntos en 22 partidos. Participó en la Copa, pero quedó eliminado en las semifinales tras ser derrotado por 3 a 0 por el Réal Comboni.
En la temporada 2018/19, volvió a ganar la liga de Bangui, aunque se desconoce el número de puntos que obtuvo. En la Copa fue eliminado en cuartos de final por el Anges de Fatima, tras perder por 2 a 1. También participó en la Copa de la Paz, organizada por la federación nacional junto con la MINUSCA, y venció al DFC8 por 2 a 1, con goles de Hippolite Koyassa y Nelson Azouandji. En la temporada 2019/20, hasta que el campeonato fue interrumpido por la pandemia de COVID-19 el 21 de marzo y posteriormente anulado, el club iba primero con 37 puntos en 17 partidos, con 12 victorias, 1 empate y 4 derrotas. No se sabe el rendimiento del club en la copa de esta temporada. En 2020/21, donde la liga de Bangui se organizó en dos grupos, el club terminó en 5.º lugar en el grupo A y no se clasificó para los play-offs de la liga nacional inaugural. En la Copa, consiguió ser campeón tras empatar en el tiempo reglamentario contra el DFC8 por 1 a 1, con gol de Tresor Toropité, y ganar los penaltis. En la temporada 2021/22, volvió a terminar la liga en quinta posición, ya que en esta ocasión la liga solo tuvo un grupo. En la Copa, fue eliminado en cuartos de final por el Olympique Réal, que acabaría siendo subcampeón. Participó en la Copa de la Paz, donde fue subcampeón. En la temporada 2022-23, terminó en la misma posición que en los dos últimos años en la liga de Bangui, pero ganó la copa Faustin Touadera después de vencer al Tout Puissant USCA.
En la temporada 2023/24, los «Tempêtistes» terminaron la liga de Bangui como campeones, consiguiendo 52 puntos en 22 partidos, con 16 victorias, 4 empates y 2 derrotas, y se clasificaron para el Campeonato Nacional de 2024. En diciembre de 2023, participaron en una copa amistosa llamada Copa de Cooperación entre la Liga de Bangui y el Contingente Bangladesí de la MINUSCA, donde vencieron al Stade Centrafricaine por 1 a 0 en la final. En abril de 2024, conquistaron otra vez la Copa Faustin Touadera tras derrotar al DFC8 en la final en la tanda de penaltis por 5 a 4. En agosto de 2024 se proclamaron campeones del Campeonato Nacional tras vencer en todos los partidos.

### En competiciones internacionales
A nivel internacional ha participado en 14 torneos continentales, donde su mejor participación ha sido en la Recopa Africana 1975, donde avanzó hasta los cuartos de final.

## Estadio
El club juega sus partidos en el Complejo Deportivo Barthélemy Boganda, en Bangui, conocido localmente como el "estadio de 20.000 asientos". El complejo fue inaugurado el 30 de diciembre de 2006 y tiene capacidad para 20 000 espectadores.

## Palmarés
- Campeonato Nacional: (10)[5]

1976, 1984, 1990, 1993, 1994, 1996, 1997, 1999, 2003, 2024
- Liga de Bangui: (3)

2013/14, 2019, 2023/24
- Coupe Nationale: (6)

1974, 1982, 1985, 1992, 2003, 2011
- Copa de la Liga de Bangui: (1)

2004
- Copa de la Paz: (1)

2019
Torneos amistosos
- Copa de Cooperación entre la Liga de Bangui y el Contingente Bangladesí de la MINUSCA: (1)

2023

## Participación en competiciones de la CAF
| Temporada | Torneo                            | Ronda            | Club               | Casa  | Visita | Global |
| --------- | --------------------------------- | ---------------- | ------------------ | ----- | ------ | ------ |
| 1975      | Recopa Africana                   | 1                | Postel Sport FC    | 3-1   | 0-1    | 3-2    |
| 1975      | Recopa Africana                   | Cuartos de final | ASC Jeanne d'Arc   | 1-3   | 1-1    | 2-4    |
| 1977      | Copa Africana de Clubes Campeones | 1                | SC Gagnoa          | w.o.1 | w.o.1  | w.o.1  |
| 1985      | Copa Africana de Clubes Campeones | Preliminar       | Petro Atlético     | 1-1   | 1-4    | 2-5    |
| 1986      | Recopa Africana                   | Preliminar       | Al-Merrikh SC      | 1-0   | 1-1    | 2-1    |
| 1986      | Recopa Africana                   | 1                | Ismaily SC         | 2-0   | 0-3    | 2-3    |
| 1991      | Copa Africana de Clubes Campeones | Preliminar       | Petro Atlético     | 2-4   | 0-4    | 2-8    |
| 1993      | Recopa Africana                   | Preliminar       | Petro Atlético     | 1-2   | 1-1    | 2-3    |
| 1994      | Copa Africana de Clubes Campeones | Preliminar       | Postel 2000 FC     | 2-0   | 1-0    | 3-0    |
| 1994      | Copa Africana de Clubes Campeones | 1                | AS Kaloum Star     | 3-0   | 0-1    | 3-1    |
| 1994      | Copa Africana de Clubes Campeones | 2                | MC Oran            | 0-3   | 4-7    | 4-10   |
| 1997      | Liga de Campeones de la CAF       | Preliminar       | AS CotonTchad      | dq2   | dq2    | dq2    |
| 1998      | Liga de Campeones de la CAF       | Preliminar       | Tourbillon FC      | dq2   | dq2    | dq2    |
| 2004      | Liga de Campeones de la CAF       | Preliminar       | Asante Kotoko      | w.o.1 | w.o.1  | w.o.1  |
| 2010      | Liga de Campeones de la CAF       | Preliminar       | Al Ittihad Tripoli | 1-2   | 0-6    | 1-8    |
| 2012      | Copa Confederación de la CAF      | Preliminar       | AC Léopards        | 2-2   | 0-2    | 2-4    |
| 2019/20   | Liga de Campeones de la CAF       | Preliminar       | Al-Nasr Benghazi   | 1-0   | 1-3    | 2--3   |

1- Tempête Mocaf abandonó el torneo.

2- Tempête Mocaf fue descalificado por no pagar la cuota de inscripción al torneo.